# Namigatadai
Koordinaten: 67° 56′ S, 44° 31′ O
Namigatadai (Transkription von japanisch 波形台 für Wellenförmige Tafel) ist eine Terrasse im ostantarktischen Königin-Maud-Land. An der Kronprinz-Olav-Küste liegt sie in den Shinnan Rocks an der Westflanke des Shinnan-Gletschers.
Japanische Wissenschaftler erstellen 1962 Luftaufnahmen, nahmen 1974 Vermessungen vor und benannten sie 1977.